# Nyctemera acceptans
Nyctemera acceptans là một loài bướm đêm thuộc phân họ Arctiinae, họ Erebidae.